# Gradina (Kroatië)
Gradina is een gemeente in de Kroatische provincie Virovitica-Podravina.

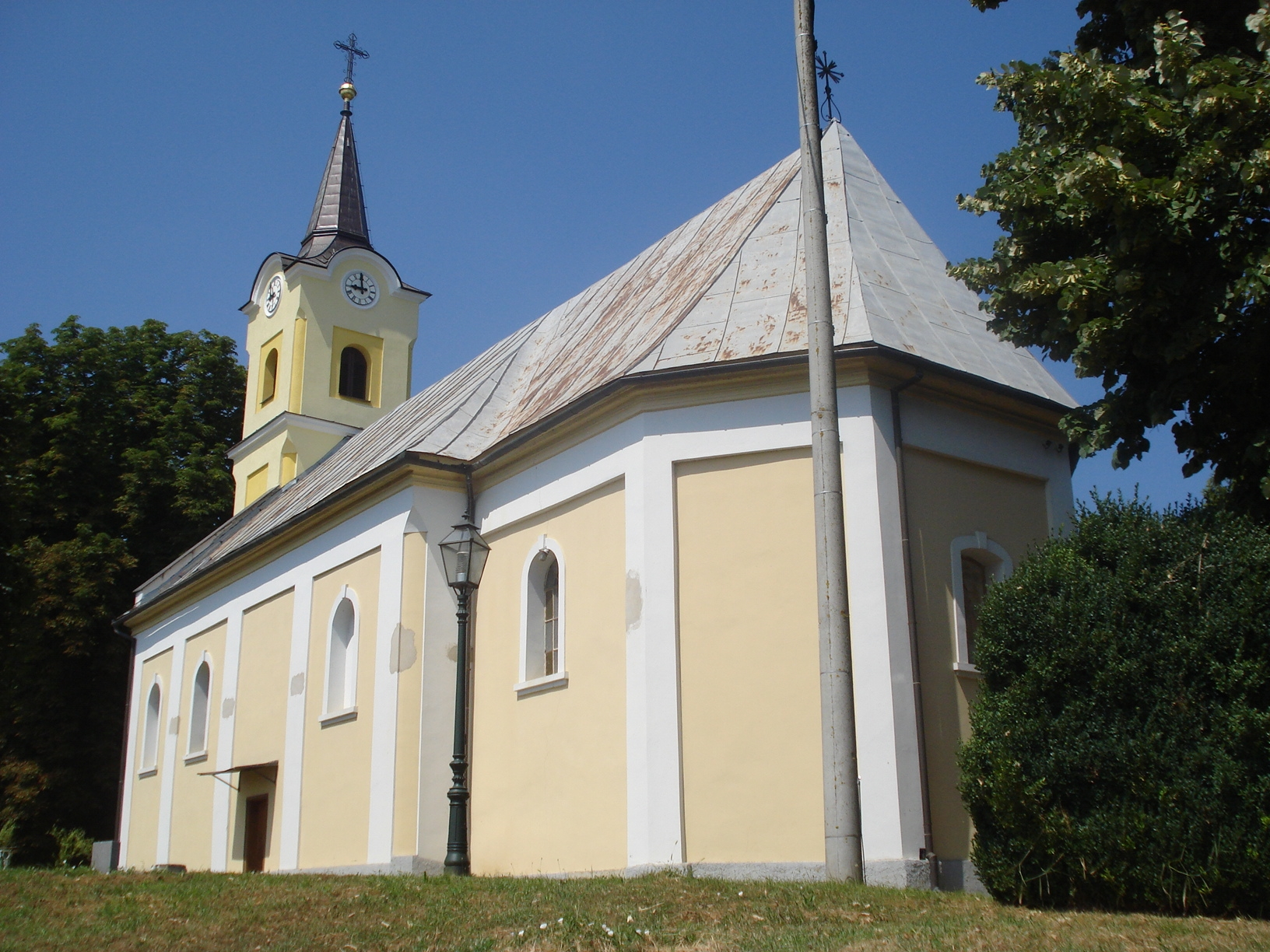
Kerk

Gradina telt 4485 inwoners.
Steden (gradovi): Virovitica · Orahovica · Slatina

Gemeenten (općine): Crnac · Čačinci · Čađavica · Gradina · Lukač · Mikleuš · Nova Bukovica · Pitomača · Sopje · Suhopolje · Špišić Bukovica · Voćin · Zdenci